# 巴尔多希·尚多尔
巴尔多希·尚多尔（匈牙利語：Bárdosi Sándor，1977年4月29日—），匈牙利男子摔跤运动员。他曾代表匈牙利参加2000年夏季奥林匹克运动会摔跤比赛，获得男子古典式85公斤级银牌。